# Čechov (Sachalin)
Čechov (rusky Чехов) do roku 1947 Nodachō je osada v Rusku, na Dálném východě v Cholmském okrese v Sachalinské oblasti. Žije zde 2 321 obyvatel (2021).
Nachází se na západním pobřeží ostrova Sachalin při ústí řek Čechovka a Rudanovskij.

## Etymologie
Původní japonský název města Nodachō pochází z ainštiny, kde noda sum znamená vedle mysu. V roce 1947 bylo město přejmenováno na počest ruského dramatika Antona Pavloviče Čechova, který v roce 1890 navštívil Sachalin.

## Geografie
Osada se nachází na západním pobřeží ostrova Sachalin, asi 80 km (vzdušnou čarou) severozápadně od Južno-Sachalinsku, hlavního města oblasti, a 45 km jižně od Cholmsku, který je okresním městem.
Čechov se táhne od pobřeží téměř tři kilometry vzhůru úzkými údolími řek Čechovka a Rudanovskij, které zde ústí do Tatarského průlivu.

## Historie
Dne 26. června 1915 byly založeny na místě dnešní osady Čechov dvě japonské vesnice Noda Kanmura a Kuraši, které se rychle rozrůstaly a stávaly se průmyslovými centry oblasti. V roce 1921 byla založena v Nodě velká papírna a do osady, byla zavedena železnice. Dne 1. dubna 1923 se vesnice Noda Kanmura a Kuraši spojily a vzniklo tak město Nodachō, které byly druhým největším městem v oblasti.
Při sčítání obyvatel v roce 1941 zde žilo 7 366 obyvatel.
Dne 22. srpna 1945 se město dostalo pod kontrolu SSSR, major Tarabin zde začal organizovat civilní správu. V důsledku druhé světové války byl Jižní Sachalin spolu s městem Nodachō připojen k SSSR. Japonské obyvatelstvo bylo vystěhováno a v roce 1947 bylo město přejmenováno na současné jméno Čechov na počest slavného ruského dramatika a prozaika Antona Pavloviče Čechova, který v roce 1890 navštívil Sachalin.
Do města se nastěhovali noví obyvatelé, především z Ruska. V Čechově začala v 50. letech 20. století masivní výstavba typických sovětských vícepodlažních budov. Budovy byly stavěny maximálně pětipatrové, aby je nezničilo případné zemětřesení. V té době ve městě fungovala továrna na zpracování ryb, konzervárna, papírna, celulózka, opravna lodí, pekárna. V roce 1954 byl založen rybí kolchoz pojmenovaný po Kalininovi.
V 80. letech 20. století byl Čechov důležitým průmyslovým centrem s kompletní městskou infrastrukturou a s populací 10 tis. obyvatel. Ve městě byly tři základní školy a sedm mateřských školek. Stály zde divadla, kina a sjížděly se sem uměleckého soubory z celého Sovětského svazu. 
Po rozpadu SSSR město začalo prudce upadat, většina podniků ve města zkrachovala a lidé se stěhovali pryč z města. Od roku 1921 ve městě existovala tzv. Čechovská celulózka a papírna, která na vrcholu slávy zaměstnávala 800 lidí, v roce 1996 byla uzavřena a to bylo smrtelnou ranou pro další osud Čechova. V roce 2004 neexistoval ve městě již žádný průmyslový podnik, většina obyvatel se z města odstěhovala a tak byla Čechovu odebrána městská práva a stal se vesnicí. Hrozí, že Čechov zcela zanikne a stane se městem duchů.

## Doprava
Čechovem prochází krajská dálnice P490. Čechov má silniční spojení s městy Južno-Sachalinsk, Cholmsk a Tomari. Silnice do Cholmsku je celoročně udržována v dobrém stavu, do Tomari je možno v blátivém období projet jen s terénními vozy a v zimě je často silnice uzavřena z důvodu lavin.
Vesnicí prochází také Sachalinská železnice, železniční stanice se zde jmenuje Čechov-Sachalinskij.

## Galerie

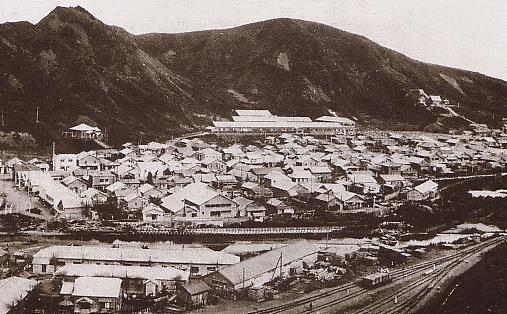
Japonské město Nodachō před rokem 1945
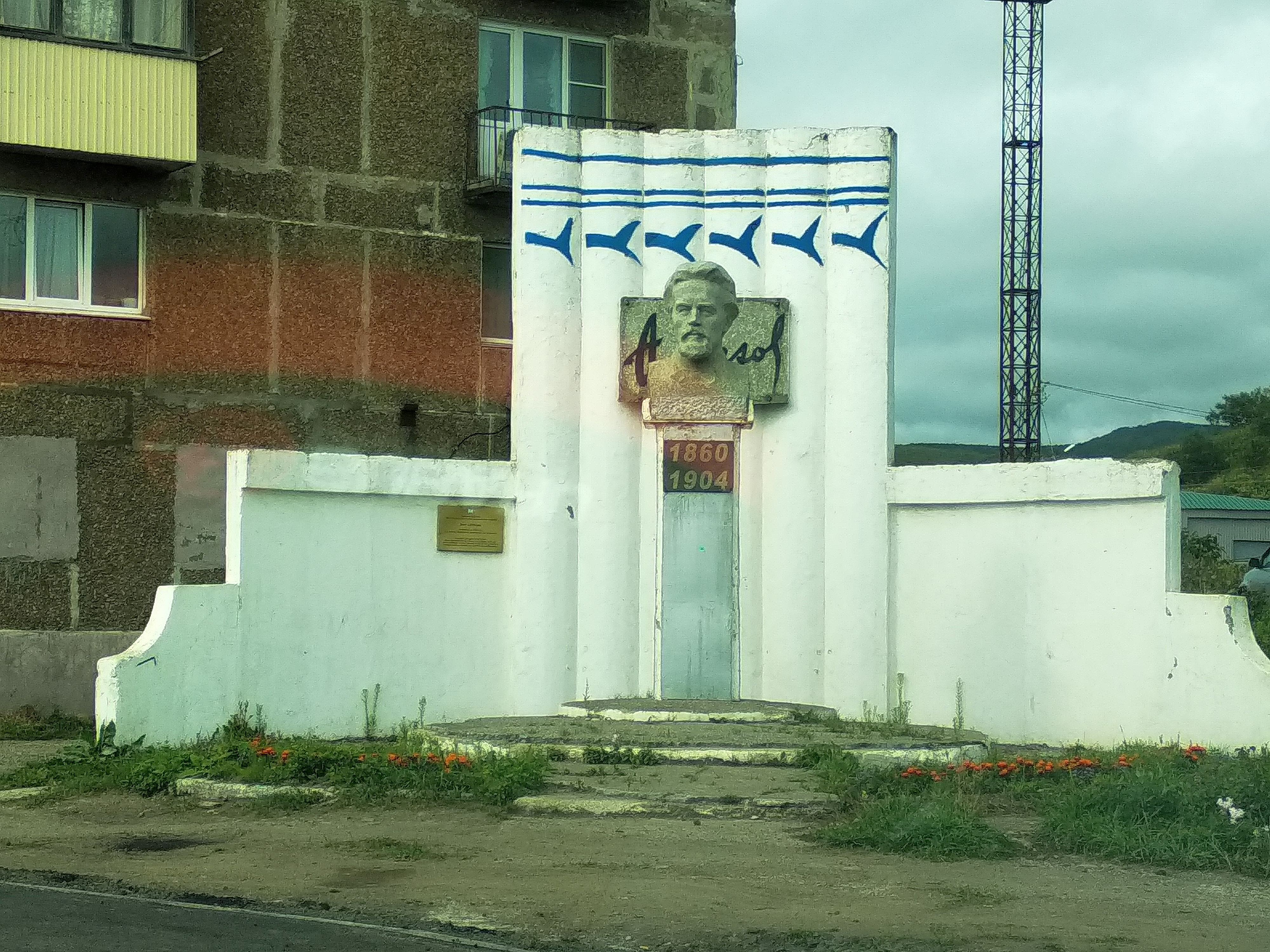
Čechovova busta v Čechově (2021)
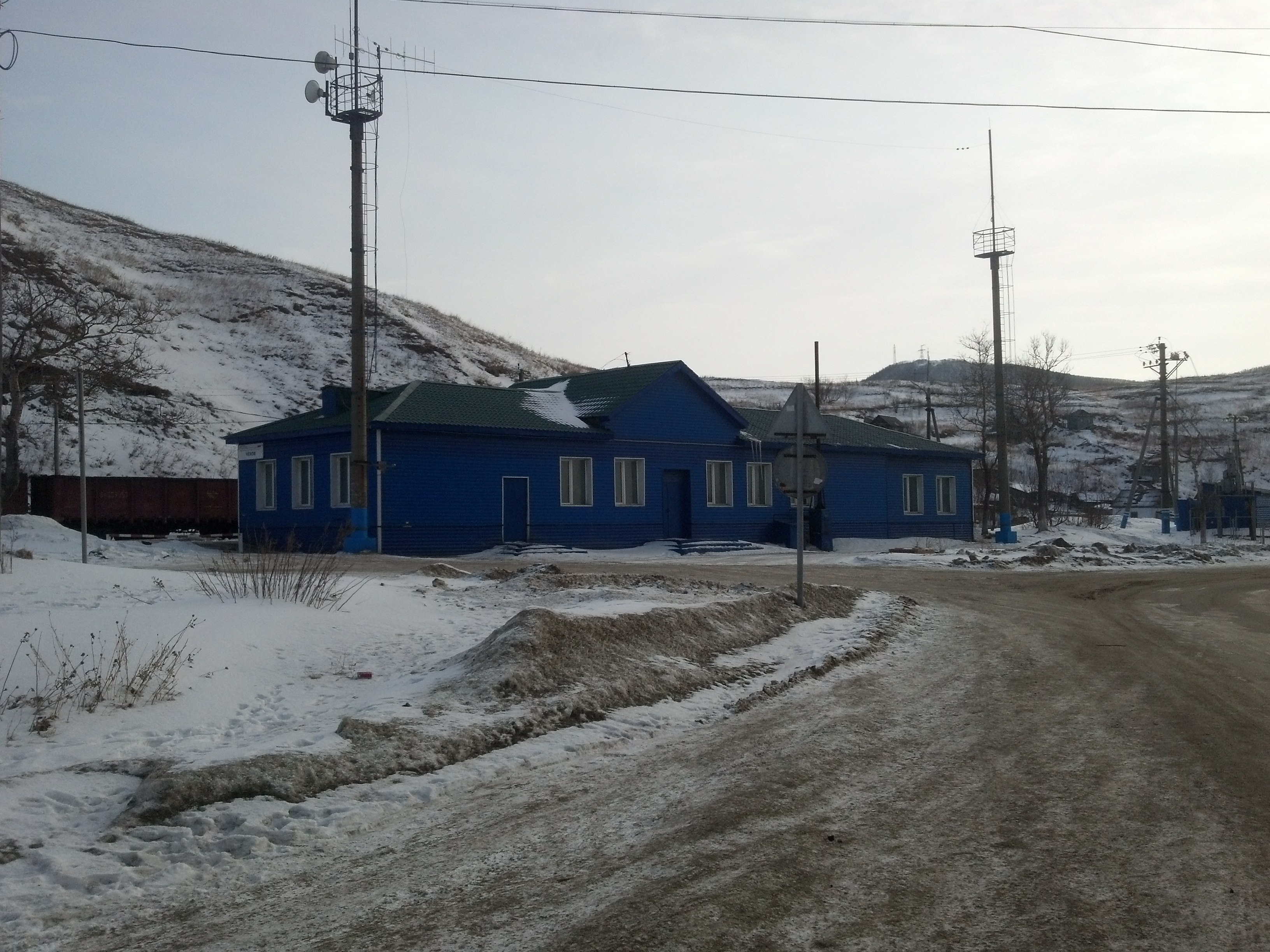
Nádraží v Čechově (2017)
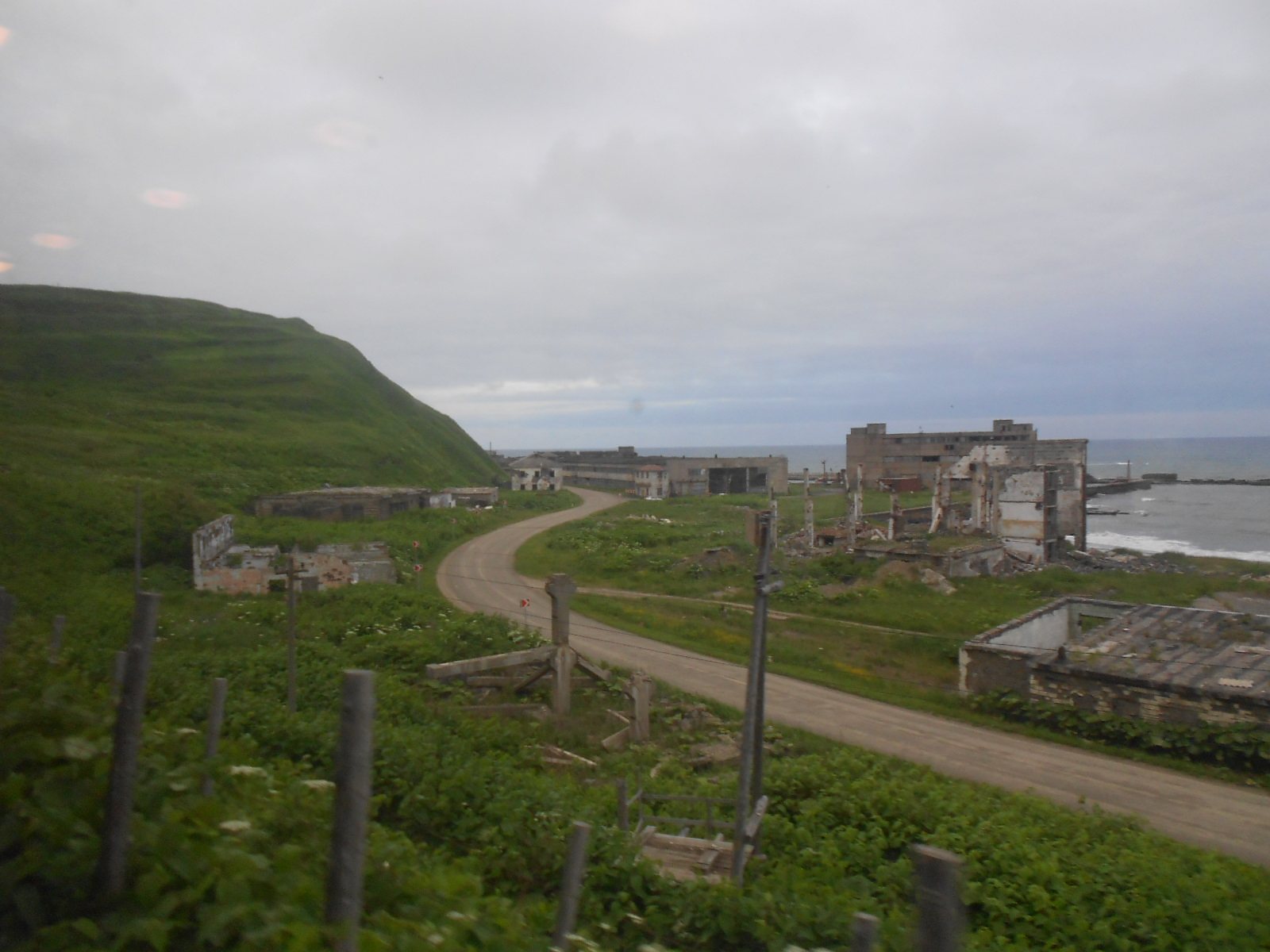
Chátrající Čechov (2016)
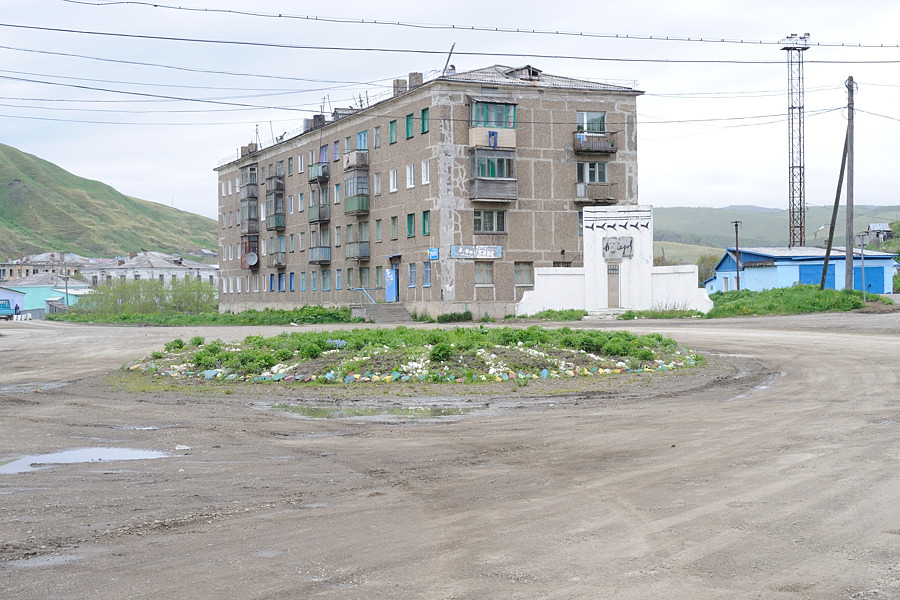
Obytný dům (2011)
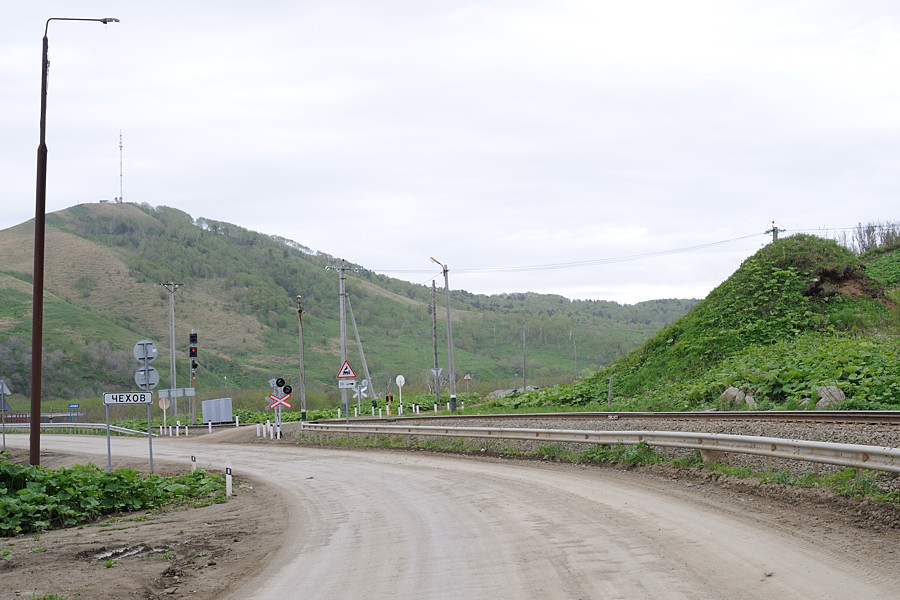
Vjezd do Čechova (2011)
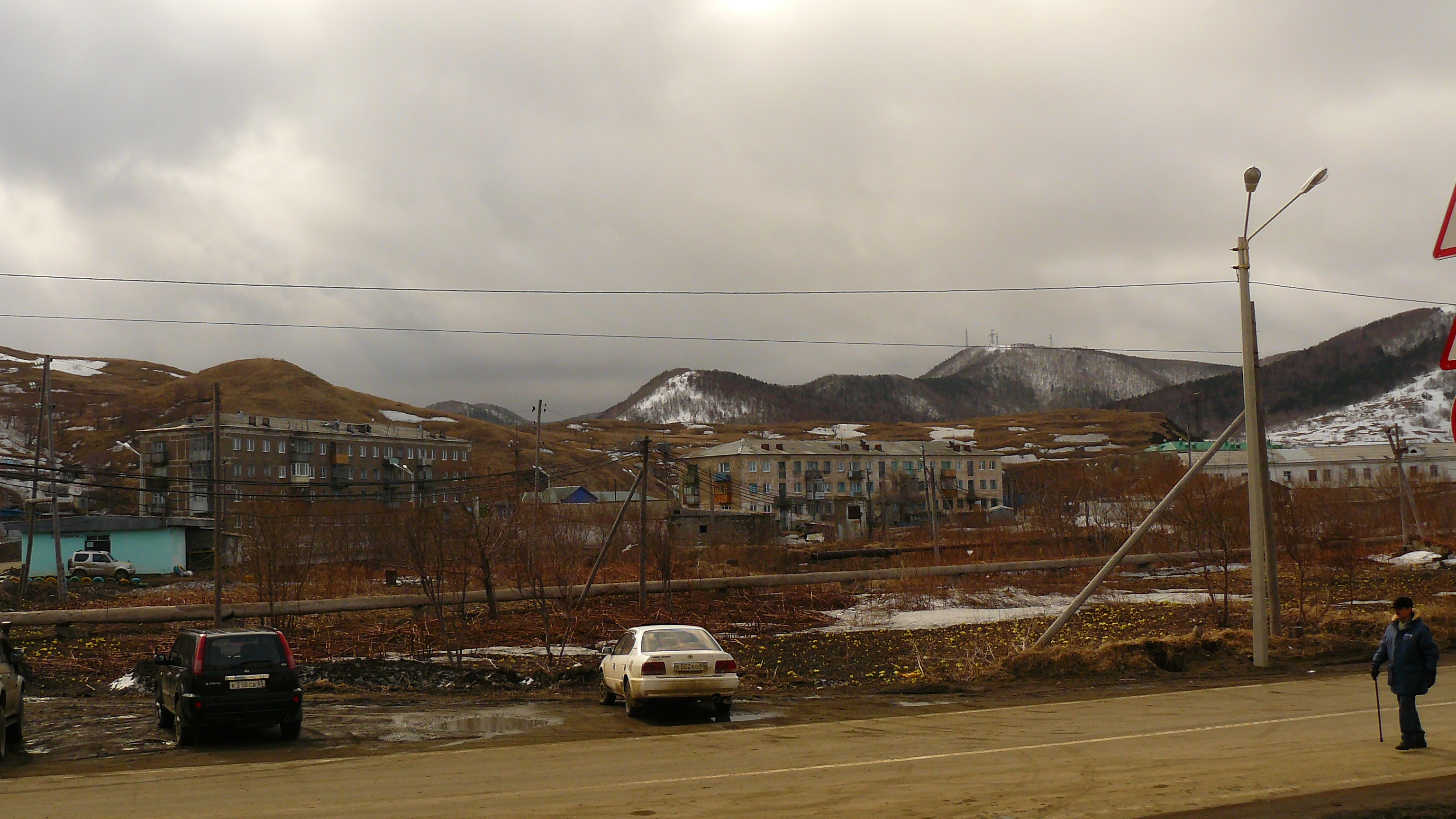
Leninova ulice (2013)